# II. třída okresu Děčín 2003/2004
V soubojích fotbalové II. třídy okresu Děčín 2003/2004, jedné ze skupin 8. nejvyšší fotbalové soutěže, se utkalo 16 týmů dvoukolovým systémem podzim – jaro. Tento ročník skončil v červnu 2004. Postup si zajistily první dva týmy TJ Union Děčín a FK Dolní Poustevna, sestoupil poslední tým FK Chřibská.

## Výsledná tabulka
| Poř. | Tým                         | Z  | V  | R | P  | VG  | OG | B  |
| ---- | --------------------------- | -- | -- | - | -- | --- | -- | -- |
| 1.   | TJ Union Děčín              | 30 | 20 | 8 | 2  | 66  | 34 | 68 |
| 2.   | FK Dolní Poustevna          | 30 | 20 | 5 | 5  | 102 | 33 | 65 |
| 3.   | TJ Heřmanov                 | 30 | 20 | 5 | 5  | 90  | 38 | 65 |
| 4.   | FK Malšovice                | 30 | 18 | 4 | 8  | 87  | 71 | 58 |
| 5.   | FK Plaston Šluknov „B“      | 30 | 16 | 6 | 8  | 49  | 35 | 54 |
| 6.   | FK Františkov nad Ploučnicí | 30 | 14 | 9 | 7  | 67  | 54 | 51 |
| 7.   | TJ Spartak Jiříkov          | 30 | 14 | 5 | 11 | 55  | 54 | 47 |
| 8.   | FK Mikulášovice             | 30 | 14 | 4 | 12 | 78  | 48 | 46 |
| 9.   | FK Český lev Těchlovice     | 30 | 11 | 5 | 14 | 44  | 54 | 38 |
| 10.  | SK Starý Šachov             | 30 | 10 | 3 | 17 | 40  | 98 | 33 |
| 11.  | SK Velký Šenov              | 30 | 8  | 7 | 15 | 67  | 66 | 31 |
| 12.  | Start Děčín                 | 30 | 8  | 6 | 16 | 43  | 69 | 30 |
| 13.  | SK Dobkovice                | 30 | 7  | 7 | 16 | 32  | 62 | 28 |
| 14.  | TJ SK Markvartice           | 30 | 7  | 5 | 18 | 48  | 63 | 26 |
| 15.  | FK Bynovec                  | 30 | 6  | 2 | 22 | 31  | 63 | 20 |
| 16.  | FK Chřibská                 | 30 | 5  | 3 | 22 | 42  | 99 | 18 |

Poznámky:
- Z = Odehrané zápasy; V = Vítězství; R = Remízy; P = Prohry; VG = Vstřelené góly; OG = Obdržené góly; B = Body; (S) = Mužstvo sestoupivší z vyšší soutěže; (N) = Mužstvo postoupivší z nižší soutěže (nováček)

|  | Postup do I. B třídy Ústeckého kraje 2004/2005 |
|  | Sestup do III. třídy okresu Děčín 2004/2005    |